# Мойганское муниципальное образование
Мойганское сельское поселение — муниципальное образование со статусом сельского поселения в Заларинском районе Иркутской области России.
Административный центр — посёлок Мойган.

## Демография
По результатам Всероссийской переписи населения 2010 года
численность населения муниципального образования составила 1228 человек, в том числе 593 мужчины и 635 женщин.

## Населённые пункты
В состав муниципального образования входят населённые пункты
- Мойган
- Каратаева
- Участок Кирхай
- Участок Мягчинский
- Романенкина
- Халты
- Чаданова[2]